# Adolf Wolf (Politiker)

Grab von Adolf Wolf in Annabichl

Adolf Wolf (* 24. April 1869 in Wien; † 14. Mai 1952 in Klagenfurt) war  österreichischer Politiker der Christlichsozialen Partei und Bürgermeister der Kärntner Landeshauptstadt Klagenfurt.

## Leben
Adolf Wolf machte in Wien die Schlosserlehre, erkannte jedoch früh die Zukunft der elektrischen Energie und ging zur Ganz’schen Elektrizitätsgesellschaft, wo er bis zum Oberingenieur aufstieg. Von 1900 bis 1902 war er Montagechef beim Bau des Elektrizitätswerkes Gurk, anschließend Leiter der Firma Ganz in Klagenfurt. 
1921 wurde er christlich-sozialer Gemeinderat in Klagenfurt und als Fachmann für Elektrizitätswirtschaft Stadtrat für die Stadtwerke. Im Jahr 1923 wurde er Direktor der neu gegründeten KÄWAG (Kärntner Wasserkraft AG, seit 1939 KELAG). 1924 leitete er den Bau des Forstseewasserkraftwerkes und wurde Obmann des Landesverbandes der Kärntner Elektrizitätswerke. 1927 kaufte er privat den Schrotturm am Klagenfurter Seeufer, baute ihn zum Aussichtsturm um und errichtete das Restaurant „Zur Schrottenburg“.
Als Franz Pichler-Mandorf nach dem Bürgerkrieg im Februar 1934 von der Regierung unter Bundeskanzler Engelbert Dollfuß als Klagenfurter Bürgermeister abgesetzt wurde, wurde Wolf 1934 mit den Aufgaben eines Regierungskommissars mit den Aufgaben eines Bürgermeisters bestellt. Im Dezember 1937 wurde er durch den Gemeindetag (wie der Gemeinderat damals hieß) ohne Gegenkandidat zum Bürgermeister gewählt.
Das Gemeindeleben stagnierte während der Amtszeit von Wolf fast völlig, Ursachen dafür waren auch das Ansteigen der Arbeitslosigkeit und der Juliputsch durch österreichische Nationalsozialisten im Jahr 1934. 1936 gründete Wolf die WÖSPAG (Wörthersee-Sportfeste-AG) und wurde deren Präsident, diese Institution hat sich jedoch nicht durchgesetzt.
Mit der Machtübernahme der Nationalsozialisten im Jahr 1938 und dem „Anschluss“ Österreichs an das Deutsche Reich wurde Wolf seines Amtes enthoben.
Wolf, verheiratet mit Emilie Wolf (1872–1928), starb am 14. Mai 1952 völlig zurückgezogen und wurde auf dem Zentralfriedhof Annabichl im Mauergrab Nr. 9 beigesetzt.

## Belege
- Eduard Skudnigg: Die freigewählten Bürgermeister von Klagenfurt. In: Gotbert Moro (Hrsg.): Die Landeshauptstadt Klagenfurt. Aus ihrer Vergangenheit und Gegenwart. Band 2. Klagenfurt 1970, S. 315 f.
- Bürgermeister seit 1850 auf der Website der Stadt Klagenfurt